# Adequació
L'adequació és el conjunt de recursos lingüístics que usem perquè un text s'adapti al registre i a la finalitat comunicativa per a la qual ha estat pensat.